# Hermann Ganswindt
Hermann Ganswindt (12 de junio de 1856, Voigtshof bei Seeburg, Prusia Oriental -  25 de octubre de 1934, Berlín, Alemania) fue un inventor y científico alemán, pionero en proponer los vuelos espaciales, y cuyas ideas (como el dirigible, el helicóptero, y el motor de combustión interna) estuvieron adelantadas a su tiempo.

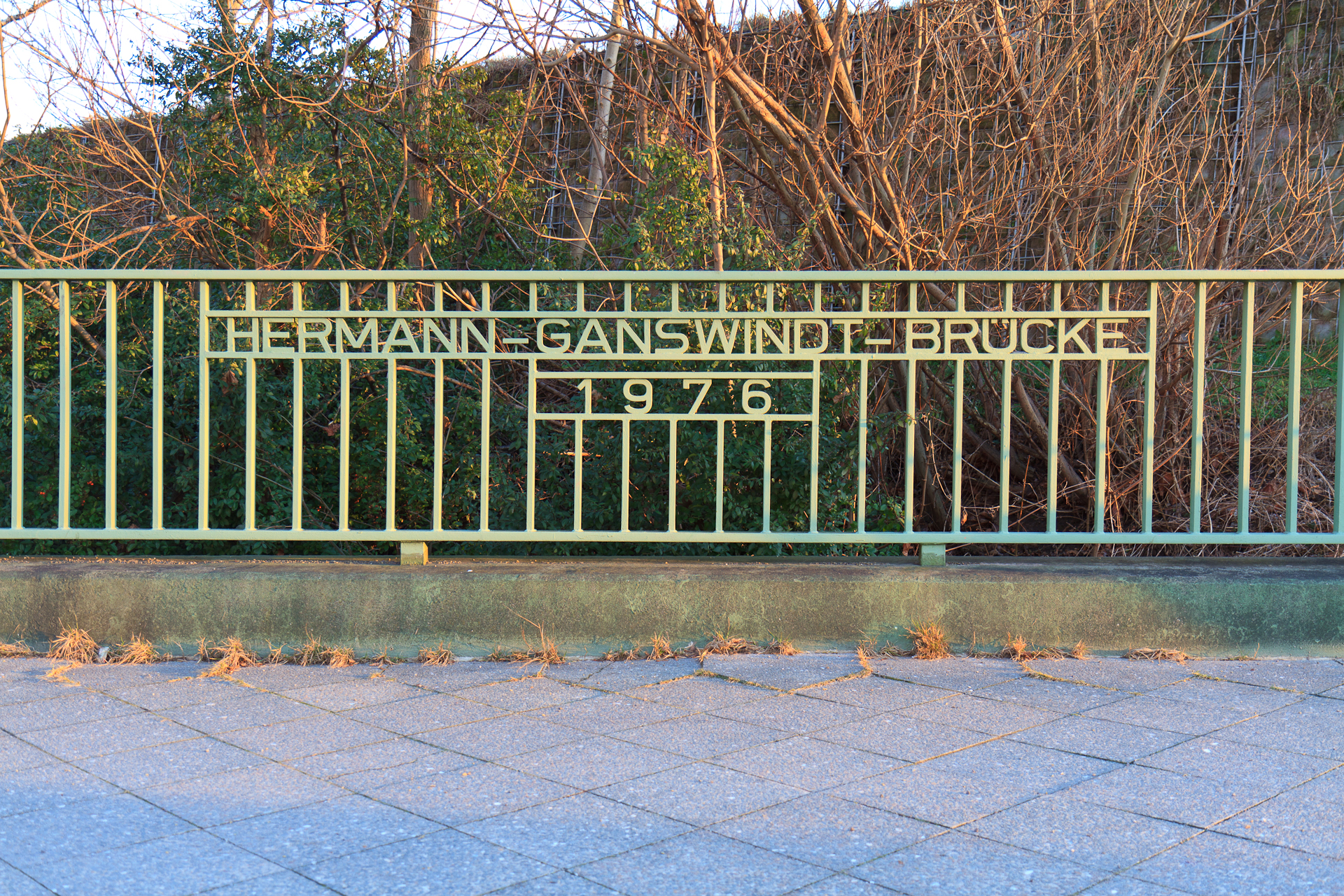
Placa del puente Hermann Ganswindt en Berlín-Schöneberg

## Semblanza
Ganswindt nació en Voigtshof, cerca de Seeburg, Prusia Oriental. Durante su juventud,  mostró un gran interés por la tecnología. Siendo todavía estudiante desarrolló un piñón libre para bicicletas, posteriormente fabricado en Berlín-Schöneberg. Siguiendo la sugerencia de sus padres,  se matriculó en la escuela de leyes en las universidades de Zúrich y Leipzig. Después de concluir su servicio militar se matriculó en la Universidad de Berlín. Aun así,  dejó sus estudios para no volver a retomarlos.
Después de 1880 desarrolló una serie de conceptos para un vehículo espacial basado en el principio de la repulsión.  Diseñó una nave en dos etapas que para propulsarse utilizaba una serie de explosiones de dinamita. A partir de entonces se centró en el diseño de una nave de carga,  diseñando un helicóptero en fecha tan temprana como 1884.
El 27 de mayo de 1891,  pronunció un discurso público en la Filarmónica de Berlín, en el que introdujo su concepto de un vehículo galáctico (Weltenfahrzeug). En julio de 1901 tuvo lugar en Berlín-Schöneberg el vuelo inaugural de su helicóptero, probablemente el primer vuelo a motor con seres humanos a bordo. Una película que cubre el acontecimiento fue filmada por Max Skladanowsky, pero se halla perdida.
En 1902, Ganswindt fue acusado de fraude y se le arrestó porque había añadido una barra de seguridad a su vehículo. Después de pasar ocho semanas en custodia preventiva,  fue liberado después de que una demostración de vuelo probó su inocencia. No obstante, su empresa se arruinó. Murió en Berlín, en 1934.

## Legado
El trabajo de Ganswindt se adelantó varias décadas a su época, siendo sus socios incapaces de reconocer el impacto potencial de sus ideas. Durante sus últimos años se mantuvo en contacto con distintos pioneros de la aviación, como el austriaco especializado en cohetes Max Valier ;o su colega el alemán Hermann Oberth, quien compartió su conocimiento del trabajo de Robert Goddard con Ganswindt.
Compartió su entusiasmo por los viajes espaciales con uno de sus hijos, quien posteriormente trabajaría con Wernher von Braun en el programa lunar estadounidense. Su hija Isolde Hausser (1889-1951) fue una notable física, que llegó a ser directora del "Max Planck Institute for Medical Research".

## Reconocimientos
- En 1975, la ciudad de Berlín reconoció sus logros dando su nombre a un puente (Hermann-Ganswindt-Brücke) en Berlín-Schöneberg.
- La Unión Astronómica Internacional (IAU) nombró el cráter lunar Ganswindt en su honor.

## Publicaciones
- H. Ganswindt: Die Lenkbarkeit des aerostatischen Luftschiffes : gemeinfaßlich mit ausführlichen Berechnungen und Zeichnungen dargestellt;  Berlín : Gsellius, 1884
- H. Ganswindt: Das jüngste Gericht ; Erfindungen von Hermann Ganswindt; 2nd edition, with illustrations and expertise. Schöneberg b. Berlín: Selbstverl., 1899